# フィート重量ポンド
フィート重量ポンド（フィートじゅうりょうポンド、英: foot pound-force）はヤード・ポンド法における仕事（エネルギー）の単位である。記号はft·lbf。
ヤード・ポンド法を採用していない国ではあまり使用されない（殊に、学際的な分野においては全く使われない）。日本では銃弾の運動エネルギーを表す時、エンジンの性能を示す時などに、ごく稀だが使われることがある。
通常は単に「フィート・ポンド」とよばれるが、この名称はトルクの単位であるポンド・フィートの意味でも使用される。

## 定義
1 ft·lbfは、質量1ポンドの物体が1g下で受ける力（つまり1重量ポンド）と、距離1フィートの積で定義される。より厳密に言えば、1重量ポンドの力と、それと同じ方向である距離1フィートの内積である。「1重量ポンドの力が力の方向に物体を1フィート動かすときの仕事」とも言い換えられる。SI単位に換算すると、0.3048 m/ft * 0.453 592 37 kg/lb * 9.80665 m/s/s = 1.3558179483314004 ジュールである。英国ではこの17桁の数値が公式の換算値である。